# Sympecma fusca
Sympecma fusca là loài chuồn chuồn trong họ Lestidae. Loài này được Vander Linden mô tả khoa học đầu tiên năm 1820.

## Hình ảnh

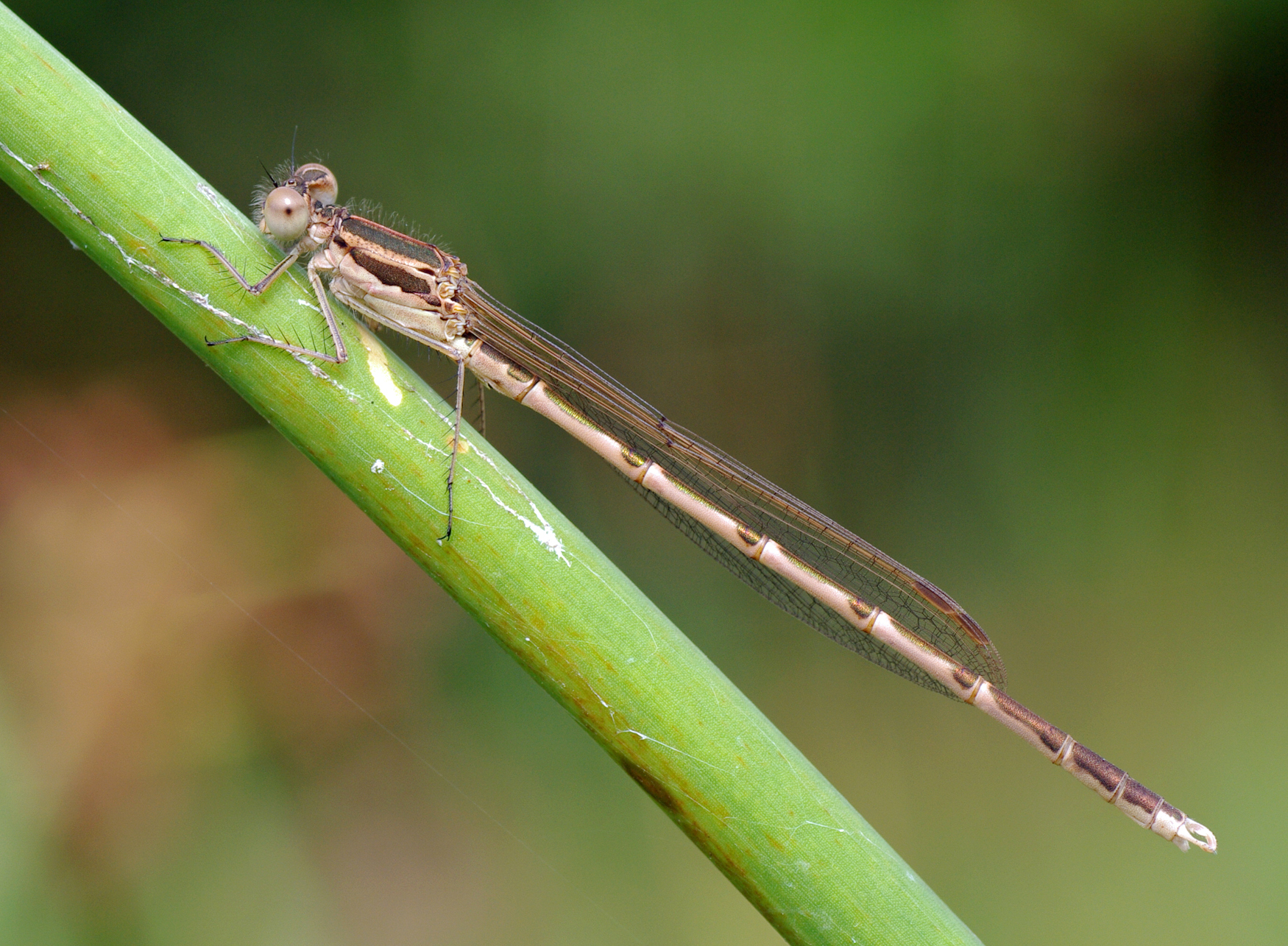
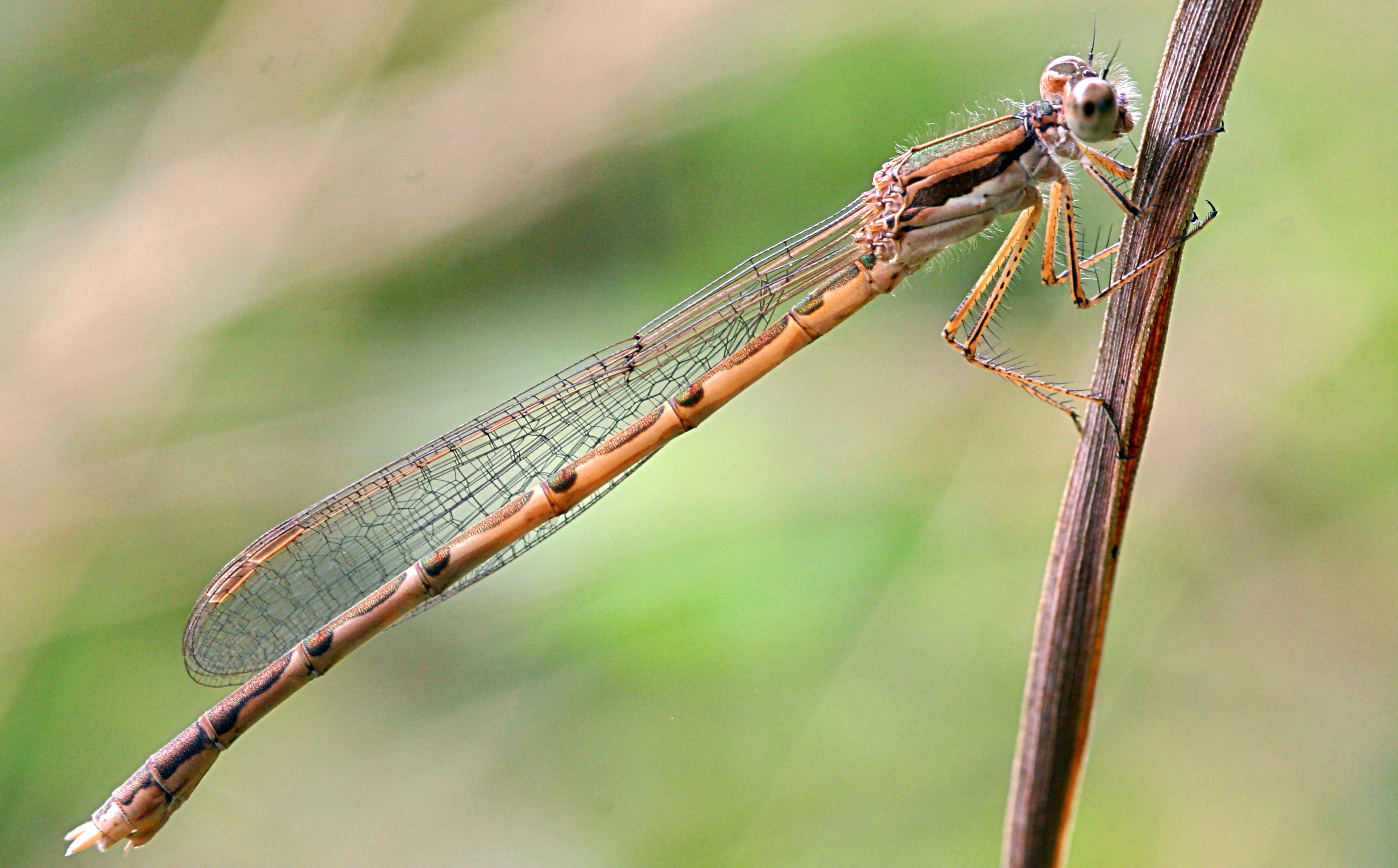
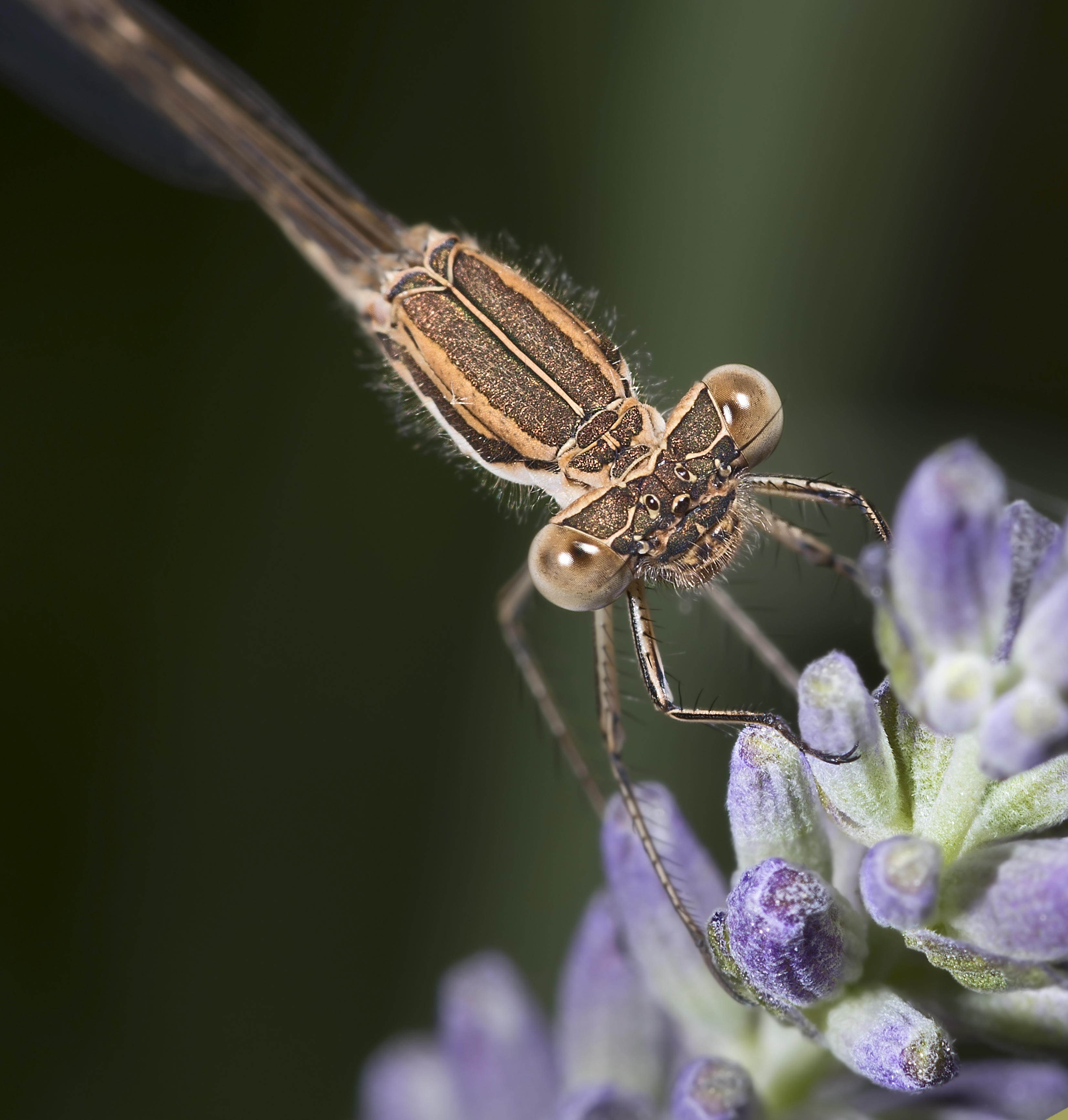
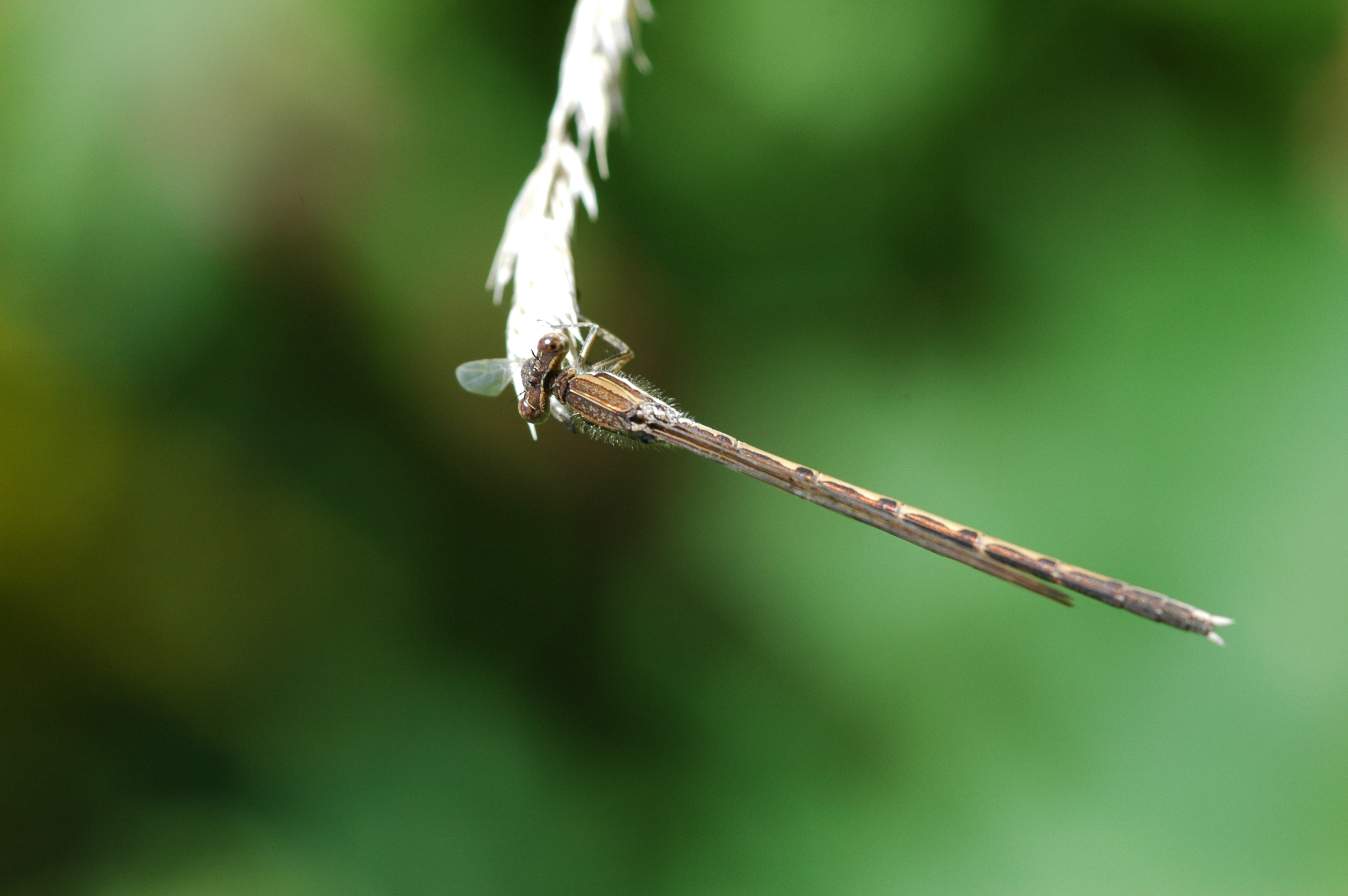